# 1958-as Formula–1 brit nagydíj
Az 1958-as Formula–1-es világbajnokság hetedik futama a brit nagydíj volt.

## Futam
Silverstone-ban Moss szerezte meg a pole-t Schell, Salvadori és Hawthorn előtt. A rajt után a hatodik helyről induló Collins átverekedte magát az előtte haladókon, és mire a mezőny a Hangar egyenes végére ért, a brit már az élen állt. Őt szorosan Moss, Hawthorn, Schell, Brooks és Salvadori követte. Collins körről körre növelte előnyét, miközben Moss és Hawthorn leszakadt az őket üldözőktől. Amikor a 26. körben Moss Vanwalljának motorja elfüstölt, Lewis-Evans harmadik volt, de Salvadori hamarosan megelőzte. Hawthornnak néhány körrel később ki kellett állnia a boxba olajért, de Salvadori elé tért vissza. Az eseményekben nem túl gazdag versenyt Collins nyerte Hawthorn előtt, míg a harmadik Salvadorinak éppen csak sikerült maga mögött tartania Lewis-Evanst.
|    | Rsz. | Versenyző           | Csapat         | Körök | Idő/Kiesések  | Rajthely | Pontok |
| -- | ---- | ------------------- | -------------- | ----- | ------------- | -------- | ------ |
| 1  | 1    | Peter Collins       | Ferrari        | 75    | 2:09'04,2     | 6        | 8      |
| 2  | 2    | Mike Hawthorn       | Ferrari        | 75    | +24,2         | 4        | 7      |
| 3  | 10   | Roy Salvadori       | Cooper-Climax  | 75    | +50,6         | 3        | 4      |
| 4  | 9    | Stuart Lewis-Evans  | Vanwall        | 75    | +50,8         | 7        | 3      |
| 5  | 20   | Harry Schell        | BRM            | 75    | +1:14,8       | 2        | 2      |
| 6  | 11   | Jack Brabham        | Cooper-Climax  | 75    | +1:23,2       | 10       |        |
| 7  | 8    | Tony Brooks         | Vanwall        | 74    | +1 kör        | 9        |        |
| 8  | 4    | Maurice Trintignant | Cooper-Climax  | 73    | +2 kör        | 12       |        |
| 9  | 5    | Carroll Shelby      | Maserati       | 72    | +3 kör        | 15       |        |
| Ki | 3    | Wolfgang von Trips  | Ferrari        | 59    | Motor         | 11       |        |
| Ki | 22   | Jo Bonnier          | Maserati       | 49    | Váltó         | 13       |        |
| Ki | 6    | Gerino Gerini       | Maserati       | 44    | Váltó         | 18       |        |
| Ki | 12   | Ian Burgess         | Cooper-Climax  | 40    | Kuplung       | 16       |        |
| Ki | 7    | Stirling Moss       | Vanwall        | 25    | Motor         | 1        |        |
| Ki | 17   | Cliff Allison       | Lotus-Climax   | 21    | Motor         | 5        |        |
| Ki | 19   | Jean Behra          | BRM            | 19    | Felfüggesztés | 8        |        |
| Ki | 15   | Ivor Bueb           | Connaught-Alta | 19    | Váltó         | 17       |        |
| Ki | 18   | Alan Stacey         | Lotus-Climax   | 19    | Túlhevülés    | 20       |        |
| Ki | 16   | Graham Hill         | Lotus-Climax   | 17    | Túlhevülés    | 14       |        |
| Ki | 14   | Jack Fairman        | Connaught-Alta | 7     | Gyújtás       | 19       |        |

## Statisztikák
- Peter Collins 3. (utolsó) győzelme, Stirling Moss 5. pole-pozíciója, Mike Hawthorn 5. leggyorsabb köre.
- Ferrari 27. győzelme

Vezető helyen:
- Peter Collins 75 kör (1-75)

Roy Salvadori első versenye.